# William Murphy
William Parry Murphy (Stoughton, 6 de Fevereiro de 1892 — Brookline, 9 de Outubro de 1987) foi um médico estadunidense que dividiu o Prêmio Nobel de Fisiologia ou Medicina em 1934 com George Richards Minot e George Hoyt Whipple por seu trabalho combinado na criação e tratamento de macrocíticos anemia (especificamente, anemia perniciosa).

## Vida
Murphy nasceu em 6 de fevereiro de 1892 em Stoughton, Wisconsin e mudou-se para Condon, Oregon ainda jovem. Foi educado nas escolas públicas de Wisconsin e Oregon. Completou seu diploma de AB em 1914 pela Universidade de Oregon. Ele completou seu MD em 1922 na Harvard Medical School.
Em 1924, Murphy sangrou cães para torná-los anêmicos (trabalho inspirado no trabalho de ferimentos de guerra), e então os alimentou com várias substâncias para avaliar sua melhora. Ele descobriu que a ingestão de grandes quantidades de fígado parecia restaurar a anemia mais rapidamente do que todos os alimentos. Minot e Whipple então começaram a isolar quimicamente a substância curativa. Essas investigações mostraram que o ferro no fígado era responsável pela cura da anemia por sangramento, mas, enquanto isso, o fígado havia sido testado em pessoas com anemia perniciosa e alguns efeitos também observados ali. O ingrediente ativo neste caso, encontrado acidentalmente, não era o ferro, mas um extrato solúvel em água contendo uma nova substância. A partir desse extrato, os químicos conseguiram isolar a vitamina B12 do fígado. Mesmo antes de a vitamina ser completamente caracterizada, o conhecimento de que o fígado cru e seus extratos tratavam a anemia perniciosa (anteriormente uma doença terminal) foi um grande avanço na medicina.
Em 1930, Murphy recebeu o Prêmio Cameron de Terapêutica da Universidade de Edimburgo com George Minot .
Murphy casou-se com Pearl Harriett Adams (falecida em 1980) em 10 de setembro de 1919. Eles tiveram um filho, William P. Murphy Jr., e uma filha, Priscilla Adams.
Em 1951, Murphy foi um dos sete ganhadores do Prêmio Nobel que compareceram à 1ª  Reunião do Prêmio Nobel de Lindau.